# UCI Europe Tour 2012
Die UCI Europe Tour ist der vom Weltradsportverband UCI zur Saison 2005 eingeführte europäische Straßenradsport-Kalender für Männer unterhalb der UCI ProTour (seit 2011: UCI WorldTour) und gehört zu den UCI Continental Circuits. Die siebte Saison begann am 29. Januar 2012 und endet am 14. Oktober 2012.
Die Eintagesrennen und Etappenrennen der UCI Europe Tour sind in drei UCI-Kategorien (HC, 1 und 2) eingeteilt. Bei jedem Rennen werden Punkte für eine Wertung vergeben. An der Wertung der UCI Europe Tour nehmen die Professional Continental Teams und die Continental Teams teil. An den einzelnen Rennen können auch ProTeams teilnehmen, die von Fahrern der ProTeams erzielten Platzierungen bleiben aber für das Ranking außer Betracht.
Die UCI gab am 26. Januar 2012 bekannt, dass die drei europäischen Continental Teams Christina Watches-Onfone, Endura Racing und Salcano-Manisapor aufgrund ihrer Platzierung in einem fiktionalen Ranking zu Saisonbeginn Startrecht zu allen Rennen der zweiten UCI-Kategorie haben.

## Gesamtstand
(Endstand: 21. Oktober 2012)
| Platz | Fahrer                      |                        | Team | Punkte |
| ----- | --------------------------- | ---------------------- | ---- | ------ |
| 1.    | John Degenkolb              | Deutschland            | ARG  | 596    |
| 2.    | Marcel Kittel               | Deutschland            | ARG  | 511    |
| 3.    | Jonathan Tiernan-Locke      | Vereinigtes Konigreich | EDR  | 478,2  |
| 4.    | Marko Kump                  | Slowenien              | ADR  | 465    |
| 5.    | Danilo Di Luca              | Italien                | ASA  | 410,2  |
| 6.    | Julien Simon                | Frankreich             | SAU  | 399    |
| 7.    | Samuel Dumoulin             | Frankreich             | COF  | 394    |
| 8.    | Domenico Pozzovivo          | Italien                | COG  | 387,8  |
| 9.    | Carlos Betancur             | Kolumbien              | ASA  | 369    |
| 10.   | Reinardt Janse van Rensburg | Sudafrika              | MTN  | 349    |
| 11.   | Gediminas Bagdonas          | Litauen                | SKT  |        |
| 12.   | Jérôme Coppel               | Frankreich             | SAU  | 336    |
| 13.   | André Schulze               | Deutschland            | APP  | 332,75 |
| 14.   | Michaël Van Staeyen         | Belgien                | TSV  | 327    |
| 15.   | Franco Pellizotti           | Italien                | AND  | 313,2  |
| 16.   | Robert Vrečer               | Slowenien              | VBG  | 307    |
| 17.   | Thomas Voeckler             | Frankreich             | EUC  | 282    |
| 18.   | Sergei Firsanow             | Russland               | RVL  | 279,5  |
| 19.   | Andrea Palini               | Italien                | IDE  | 276    |
| 20.   | Fabio Felline*              | Italien                | AND  | 267,8  |
|       | ...                         |                        |      |        |
| 23.   | Bob Jungels*                | Luxemburg              | LET  | 263    |
| 96.   | Matthias Brändle            | Osterreich             | APP  | 122,95 |
| 274.  | Pirmin Lang                 | Schweiz                | ARH  | 56     |

| Platz | Team                          |                        | Punkte  |
| ----- | ----------------------------- | ---------------------- | ------- |
| 1.    | Saur-Sojasun                  | Frankreich             | 1667    |
| 2.    | Team Argos-Shimano            | Niederlande            | 1615    |
| 3.    | Acqua & Sapone                | Italien                | 1495    |
| 4.    | Androni Giocattoli-Venezuela  | Italien                | 1482,4  |
| 5.    | Itera-Katusha                 | Russland               | 1254    |
| 6.    | Endura Racing                 | Vereinigtes Konigreich | 1161,2  |
| 7.    | Cofidis, le Crédit en Ligne   | Frankreich             | 1149    |
| 8.    | Team Europcar                 | Frankreich             | 1105    |
| 9.    | Team NetApp                   | Deutschland            | 1102,55 |
| 10.   | Adria Mobil                   | Slowenien              | 1044    |
| 11.   | Colnago-CSF Inox              | Irland                 | 1033,8  |
| 12.   | Topsport Vlaanderen-Mercator  | Belgien                | 1007    |
| 13.   | Bretagne-Schuller             | Frankreich             | 997     |
| 14.   | Farnese Vini-Selle Italia     | Vereinigtes Konigreich | 945,6   |
| 15.   | Rabobank Continental Team     | Niederlande            | 881     |
| 16.   | An Post-Sean Kelly            | Belgien                | 879     |
| 17.   | Leopard-Trek Continental Team | Luxemburg              | 769     |
| 18.   | Team Type 1-Sanofi            | Vereinigte Staaten     | 729     |
| 19.   | Landbouwkrediet-Euphony       | Belgien                | 674     |
| 20.   | Accent Jobs-Willems Veranda’s | Belgien                | 626     |
|       | ...                           |                        |         |
| 29.   | Team Vorarlberg               | Osterreich             | 430     |
| 53.   | Atlas Personal-Jakroo         | Schweiz                | 241     |

| Platz | Nation                 | Punkte  |
| ----- | ---------------------- | ------- |
| 1.    | Italien                | 3054    |
| 2.    | Frankreich             | 2734    |
| 3.    | Deutschland            | 2650,83 |
| 4.    | Slowenien              | 2013    |
| 5.    | Russland               | 1840,5  |
| 6.    | Belgien                | 1639    |
| 7.    | Niederlande            | 1383,34 |
| 8.    | Polen                  | 1194,6  |
| 9.    | Spanien                | 1026,2  |
| 10.   | Vereinigtes Königreich | 922,65  |
| 11.   | Ukraine                | 784,88  |
| 12.   | Tschechien             | 778,95  |
| 13.   | Dänemark               | 721,66  |
| 14.   | Österreich             | 693,7   |
| 15.   | Litauen                | 611     |
| 16.   | Portugal               | 591,5   |
| 17.   | Lettland               | 483     |
| 18.   | Schweden               | 472,2   |
| 19.   | Estland                | 453,45  |
| 20.   | Luxemburg              | 451,5   |
|       | ...                    |         |
| 28.   | Schweiz                | 264,4   |

| Platz | Nation (U23)           | Punkte  |
| ----- | ---------------------- | ------- |
| 1.    | Italien                | 1355    |
| 2.    | Niederlande            | 1213,21 |
| 3.    | Frankreich             | 883     |
| 4.    | Belgien                | 842     |
| 5.    | Russland               | 615     |
| 6.    | Deutschland            | 406,5   |
| 7.    | Slowenien              | 397     |
| 8.    | Lettland               | 359     |
| 9.    | Dänemark               | 346     |
| 10.   | Luxemburg              | 293     |
| 11.   | Österreich             | 273,6   |
| 12.   | Norwegen               | 232     |
| 13.   | Schweden               | 208     |
| 14.   | Polen                  | 195     |
| 15.   | Irland                 | 124     |
| 16.   | Belarus                | 118     |
| 17.   | Rumänien               | 114     |
| 18.   | Ukraine                | 112,41  |
| 19.   | Vereinigtes Königreich | 108     |
| 20.   | Tschechien             | 105     |
| 21.   | Schweiz                | 103     |

* U23-Fahrer

Zu den Regeln der einzelnen Ranglisten: 

## Rennkalender

### Januar
|     |            | Rennen                              | Kat. |            | Sieger          | Team                        |
| --- | ---------- | ----------------------------------- | ---- | ---------- | --------------- | --------------------------- |
| 29. | Frankreich | Grand Prix Cycliste la Marseillaise | 1.1  | Frankreich | Samuel Dumoulin | Cofidis, le Crédit en Ligne |

### Februar
|         |             | Rennen                                  | Kat. |                        | Sieger                 | Team                         |
| ------- | ----------- | --------------------------------------- | ---- | ---------------------- | ---------------------- | ---------------------------- |
| 1.–5.   | Frankreich  | Étoile de Bessèges                      | 2.1  | Frankreich             | Jérôme Coppel          | Saur-Sojasun                 |
| 4.      | Italien     | Gran Premio Costa degli Etruschi        | 1.1  | Italien                | Elia Viviani           | Liquigas-Cannondale          |
| 5.      | Spanien     | Trofeo Palma                            | 1.1  | Vereinigtes Konigreich | Andrew Fenn            | Omega Pharma-Quick Step      |
| 6.      | Spanien     | Trofeo Migjorn                          | 1.1  | Vereinigtes Konigreich | Andrew Fenn            | Omega Pharma-Quick Step      |
| 7.      | Spanien     | Trofeo Deià                             | 1.1  | Norwegen               | Lars Petter Nordhaug   | Sky ProCycling               |
| 8.      | Spanien     | Trofeo Serra de Tramuntana              | 1.1  |                        | abgesagt               |                              |
| 9.–12.  | Frankreich  | Tour Méditerranéen                      | 2.1  | Vereinigtes Konigreich | Jonathan Tiernan-Locke | Endura Racing                |
| 11.–12. | Italien     | Giro della Provincia di Reggio Calabria | 2.1  | Italien                | Elia Viviani           | Liquigas-Cannondale          |
| 15.–19. | Portugal    | Volta ao Algarve                        | 2.1  | Australien             | Richie Porte           | Sky ProCycling               |
| 18.     | Italien     | Trofeo Laigueglia                       | 1.1  | Italien                | Moreno Moser           | Liquigas-Cannondale          |
| 18.–19. | Frankreich  | Tour du Haut-Var                        | 2.1  | Vereinigtes Konigreich | Jonathan Tiernan-Locke | Endura Racing                |
| 19.–23. | Spanien     | Vuelta a Andalucía                      | 2.1  | Spanien                | Alejandro Valverde     | Movistar                     |
| 21.–25. | Italien     | Giro di Sardegna                        | 2.1  |                        | abgesagt               |                              |
| 25.     | Schweiz     | Gran Premio dell'Insubria-Lugano        | 1.1  |                        | abgesagt               |                              |
| 25.     | Belgien     | Beverbeek Classic                       | 1.2  | Belgien                | Tom Van Asbroeck       | Topsport Vlaanderen-Mercator |
| 25.     | Niederlande | Ster van Zwolle                         | 1.2  | Niederlande            | Robin Chaigneau        | Koga Cycling Team            |
| 25.     | Belgien     | Omloop Het Nieuwsblad                   | 1.HC | Belgien                | Sep Vanmarcke          | Garmin-Barracuda             |
| 26.     | Frankreich  | Les Boucles du Sud Ardèche              | 1.1  | Frankreich             | Rémi Pauriol           | FDJ-Big Mat                  |
| 26.     | Spanien     | Clásica de Almería                      | 1.HC | Australien             | Michael Matthews       | Rabobank Cycling Team        |
| 26.     | Belgien     | Kuurne–Brüssel–Kuurne                   | 1.1  | Vereinigtes Konigreich | Mark Cavendish         | Sky ProCycling               |
| 26.     | Schweiz     | Grand Prix di Lugano                    | 1.1  | Italien                | Eros Capecchi          | Liquigas-Cannondale          |
| 26.     | Italien     | Classica Sarda                          | 1.1  |                        | abgesagt               |                              |
| 29.     | Belgien     | Le Samyn                                | 1.1  | Frankreich             | Arnaud Démare          | FDJ-Big Mat                  |

### März
|         |             | Rennen                                      | Kat. |                        | Sieger                | Team                          |
| ------- | ----------- | ------------------------------------------- | ---- | ---------------------- | --------------------- | ----------------------------- |
| 2.–4.   | Belgien     | Driedaagse van West-Vlaanderen              | 2.1  | Belgien                | Julien Vermote        | Omega Pharma-Quick Step       |
| 3.      | Italien     | Strade Bianche                              | 1.1  | Schweiz                | Fabian Cancellara     | RadioShack-Nissan             |
| 3.      | Belgien     | De Vlaamse Pijl                             | 1.2  | Belgien                | Frédéric Amorison     | Landbouwkrediet-Euphony       |
| 3.–4.   | Spanien     | Vuelta a Murcia                             | 2.1  | Kolumbien              | Nairo Quintana        | Movistar                      |
| 4.      | Italien     | Trofeo Zssdi                                | 1.2  | Italien                | Patrick Facchini      | Casati MI Impianti            |
| 4.      | Frankreich  | Grand Prix de Lillers                       | 1.2  | Vereinigtes Konigreich | Russell Downing       | Endura Racing                 |
| 9.      | Niederlande | Dwars door Drenthe                          | 1.1  | Niederlande            | Theo Bos              | Rabobank Cycling Team         |
| 10.     | Niederlande | Ronde van Drenthe                           | 1.1  | Niederlande            | Bertjan Lindeman      | Vacansoleil-DCM               |
| 11.     | Italien     | Trofeo Franco Balestra                      | 1.2  | Italien                | Patrick Facchini      | Casati MI Impianti            |
| 11.     | Frankreich  | Paris–Troyes                                | 1.2  | Frankreich             | Jean-Marc Bideau      | Bretagne-Schuller             |
| 11.     | Belgien     | Omloop van het Waasland                     | 1.2  | Belgien                | Preben Van Hecke      | Topsport Vlaanderen-Mercator  |
| 11.     | Kroatien    | Poreč Trophy                                | 1.2  | Slowenien              | Matej Mugerli         | Adria Mobil                   |
| 11.     | Belgien     | Kattekoers                                  | 1.2  | Belgien                | Roy Jans              | An Post-Sean Kelly            |
| 11.     | Niederlande | Dorpenomloop Rucphen                        | 1.2  | Italien                | Giorgio Brambilla     | Leopard-Trek Continental Team |
| 14.     | Belgien     | Nokere Koerse                               | 1.1  | Italien                | Francesco Chicchi     | Omega Pharma-Quick Step       |
| 15.–18. | Kroatien    | Istrian Spring Trophy                       | 2.2  | Osterreich             | Markus Eibegger       | RC ARBÖ Gourmetfein Wels      |
| 16.     | Belgien     | Handzame Classic                            | 1.1  | Italien                | Francesco Chicchi     | Omega Pharma-Quick Step       |
| 17.     | Frankreich  | Classic Loire Atlantique                    | 1.1  | Frankreich             | Florian Vachon        | Bretagne-Schuller             |
| 18.     | Niederlande | Ronde van het Groene Hart                   | 1.1  |                        | abgesagt              |                               |
| 18.     | Frankreich  | Cholet-Pays de Loire                        | 1.1  | Frankreich             | Arnaud Démare         | FDJ-Big Mat                   |
| 18.     | Italien     | Gran Premio San Giuseppe                    | 1.2  | Russland               | Ilja Gorodnitschew    | Hopplà-Vega-Truck Italia      |
| 18.     | Frankreich  | La Roue Tourangelle                         | 1.2  | Russland               | Wjatscheslaw Kusnezow | Itera-Katusha                 |
| 19.–25. | Frankreich  | Tour de Normandie                           | 2.2  | Frankreich             | Jérôme Cousin         | Team Europcar                 |
| 20.–24. | Italien     | Settimana Internazionale di Coppi e Bartali | 2.1  | Tschechien             | Jan Bárta             | Team NetApp                   |
| 21.     | Belgien     | Dwars door Vlaanderen                       | 1.1  | Niederlande            | Niki Terpstra         | Omega Pharma-Quick Step       |
| 23.–25. | Portugal    | Volta ao Alentejo                           | 2.2  | Russland               | Alexei Kunschin       | Lokosphinx                    |
| 24.–25. | Frankreich  | Critérium International                     | 2.HC | Australien             | Cadel Evans           | BMC Racing Team               |
| 27.–29. | Belgien     | Driedaagse van De Panne-Koksijde            | 2.HC | Frankreich             | Sylvain Chavanel      | Omega Pharma-Quick Step       |
| 29.–1.  | Spanien     | Cinturón Ciclista a Mallorca                | 2.2  |                        | abgesagt              |                               |
| 30.     | Frankreich  | Route Adélie de Vitré                       | 1.1  | Italien                | Roberto Ferrari       | Androni Giocattoli-Venezuela  |
| 30.–1.  | Belgien     | Le Triptyque des Monts et Châteaux          | 2.2  | Luxemburg              | Bob Jungels           | Leopard-Trek Continental Team |
| 31.     | Niederlande | Hel van het Mergelland                      | 1.1  | Russland               | Pawel Brutt           | Katusha Team                  |
| 31.     | Spanien     | Gran Premio Miguel Induráin                 | 1.HC | Spanien                | Daniel Moreno         | Katusha Team                  |

### April
|         |                         | Rennen                                                  | Kat.   |             | Sieger                      | Team                               |
| ------- | ----------------------- | ------------------------------------------------------- | ------ | ----------- | --------------------------- | ---------------------------------- |
| 1.      | Frankreich              | Flèche d’Emeraude                                       | 1.1    | Italien     | Roberto Ferrari             | Androni Giocattoli-Venezuela       |
| 1.      | Frankreich              | Grand Prix International de la ville de Nogent-sur-Oise | 1.2    | Russland    | Igor Bojew                  | Itera-Katusha                      |
| 1.      | Italien                 | Trofeo Piva Banca Popolare                              | 1.2U   | Australien  | Jay McCarthy                | Team Jayco-AIS                     |
| 3.–6.   | Frankreich              | Circuit Cycliste Sarthe                                 | 2.1    | Australien  | Luke Durbridge              | GreenEdge Cycling Team             |
| 3.–8.   | Griechenland            | Griechenland-Rundfahrt                                  | 2.2    |             | abgesagt                    |                                    |
| 4.      | Belgien                 | Grote Scheldeprijs                                      | 1.HC   | Deutschland | Marcel Kittel               | Team Argos-Shimano                 |
| 4.–8.   | Russland                | Grand Prix of Sochi                                     | 2.2    | Serbien     | Ivan Stević                 | Salcano-Arnavutköy                 |
| 5.      | Belgien                 | Grand Prix Pino Cerami                                  | 1.1    | Belgien     | Gaëtan Bille                | Lotto Belisol Team                 |
| 6.–8.   | Frankreich              | Circuit des Ardennes                                    | 2.2    | Polen       | Marek Rutkiewicz            | CCC Polsat Polkowice               |
| 7.      | Belgien                 | Ronde van Vlaanderen (U23)                              | 1.Ncup | Belgien     | Kenneth Vanbilsen           | Belgien                            |
| 8.      | Spanien                 | Klasika Primavera                                       | 1.1    | Italien     | Giovanni Visconti           | Movistar                           |
| 9.      | Deutschland             | Rund um Köln                                            | 1.1    | Tschechien  | Jan Bárta                   | Team NetApp                        |
| 9.      | Belgien                 | Dwars door het Hageland                                 | 1.2    | Belgien     | Timothy Stevens             | Ovyta-Eijssen-Acrog                |
| 9.      | Italien                 | Giro del Belvedere                                      | 1.2U   | Italien     | Daniele Dall'Oste           | Trevigiani-Dynamon-Bottoli         |
| 10.     | Frankreich              | Paris–Camembert                                         | 1.1    | Frankreich  | Pierre-Luc Périchon         | La Pomme Marseille                 |
| 10.     | Italien                 | Gran Premio Palio del Recioto                           | 1.2U   | Italien     | Francesco Bongiorno         | Hopplà-Vega-Truck Italia           |
| 11.     | Belgien                 | Brabantse Pijl                                          | 1.HC   | Frankreich  | Thomas Voeckler             | Team Europcar                      |
| 11.     | Frankreich              | La Côte Picarde                                         | 1.Ncup | Norwegen    | Vegard Breen                | Norwegen                           |
| 11.–15. | Frankreich              | Tour du Loir-et-Cher                                    | 2.2    | Russland    | Andrei Solomennikow         | Itera-Katusha                      |
| 12.     | Frankreich              | Grand Prix de Denain                                    | 1.1    | Argentinien | Juan José Haedo             | Team Saxo Bank                     |
| 13.–15. | Spanien                 | Vuelta a Castilla y León                                | 2.1    | Spanien     | Javier Moreno               | Movistar                           |
| 14.     | Frankreich              | Tour du Finistère                                       | 1.1    | Frankreich  | Julien Simon                | Saur-Sojasun                       |
| 14.     | Italien                 | Trofeo Edil C                                           | 1.2    | Italien     | Kristian Sbaragli           | Hopplà-Vega-Truck Italia           |
| 14.     | Belgien                 | Lüttich–Bastogne–Lüttich Espoirs                        | 1.2U   | Danemark    | Michael Valgren             | Glud & Marstrand-LRØ               |
| 14.     | Niederlande             | ZLM Tour                                                | 1.Ncup | Frankreich  | Maxime Daniel               | Frankreich                         |
| 15.     | Italien                 | Giro dell’Appennino                                     | 1.1    | Italien     | Fabio Felline               | Androni Giocattoli-Venezuela       |
| 15.     | Frankreich              | Tro-Bro Léon                                            | 1.1    | Kanada      | Ryan Roth                   | SpiderTech-C10                     |
| 15.     | Ukraine                 | Grand Prix of Donetsk                                   | 1.2    | Russland    | Ilnur Sakarin               | Itera-Katusha                      |
| 15.     | Belgien                 | Zellik-Galmaarden                                       | 1.2    | Belgien     | Kévin Thomé                 | Wallonie Bruxelles-Crédit Agricole |
| 17.–20. | Italien                 | Giro del Trentino                                       | 2.HC   | Italien     | Domenico Pozzovivo          | Colnago-CSF Inox                   |
| 17.–21. | Italien                 | Toscana-Terra di Ciclismo                               | 2.Ncup | Italien     | Fabio Aru                   | Italien                            |
| 18.–22. | Russland                | Grand Prix of Adygeya                                   | 2.2    | Russland    | Ilnur Sakarin               | Itera-Katusha                      |
| 21.     | Spanien                 | Gran Premio de Llodio                                   | 1.1    |             | abgesagt                    |                                    |
| 21.     | Bosnien und Herzegowina | Banja Luka-Belgrade I                                   | 1.2    | Slowenien   | Marko Kump                  | Adria Mobil                        |
| 21.     | Niederlande             | Arno Wallaard Memorial                                  | 1.2    | Niederlande | Dylan van Baarle            | Rabobank Continental Team          |
| 22.     | Spanien                 | Vuelta a la Rioja                                       | 1.1    | Russland    | Jewgeni Schalunow           | Lokosphinx                         |
| 22.     | Serbien                 | Banja Luka-Belgrade II                                  | 1.2    | Slowenien   | Matej Mugerli               | Adria Mobil                        |
| 22.     | Niederlande             | Ronde van Noord-Holland                                 | 1.2    | Litauen     | Gediminas Bagdonas          | An Post-Sean Kelly                 |
| 22.     | Frankreich              | Val d’Ille U Classic 35                                 | 1.2    | Frankreich  | Eric Berthou                | Bretagne-Schuller                  |
| 22.–29. | Turkei                  | Presidential Cycling Tour of Turkey                     | 2.HC   | Bulgarien   | Iwajlo Gabrowski            | Konya Torku Şeker Spor             |
| 25.     | Italien                 | Gran Premio della Liberazione                           | 1.2U   | Italien     | Enrico Barbin               | Trevigiani Dynamon Bottoli         |
| 25.–1.  | Frankreich              | Tour de Bretagne                                        | 2.2    | Sudafrika   | Reinardt Janse van Rensburg | MTN Qhubeka                        |
| 26.–1.  | Italien                 | Giro delle Regioni                                      | 2.2U   |             | abgesagt                    |                                    |
| 27.–29. | Spanien                 | Vuelta a Asturias                                       | 2.1    | Spanien     | Beñat Intxausti             | Movistar                           |
| 28.     | Italien                 | Gran Premio Industria & Artigianato di Larciano         | 1.1    | Italien     | Filippo Pozzato             | Farnese Vini-Selle Italia          |
| 28.     | Danemark                | Grand Prix Herning                                      | 21.1   |             | abgesagt                    |                                    |
| 29.     | Frankreich              | Trophée des Grimpeurs                                   | 1.1    |             | abgesagt                    |                                    |
| 29.     | Italien                 | Giro di Toscana                                         | 1.1    | Italien     | Alessandro Ballan           | BMC Racing Team                    |
| 29.     | Danemark                | Himmerland Rundt                                        | 1.2    | Danemark    | André Steensen              | Glud & Marstrand-LRØ               |
| 29.     | Frankreich              | Paris-Mantes-en-Yvelines                                | 1.2    | Neuseeland  | Alex Meenhorst              | Team Differdange                   |
| 29.     | Italien                 | Gran Premio Industrie del Marmo                         | 1.2    | Italien     | Thomas Fiumana              | Petroli Firenze Contech-Gisabele   |
| 29.     | Vereinigtes Konigreich  | East Midlands International Cicle Classic               | 1.2    | Frankreich  | Alexandre Blain             | Endura Racing                      |

### Mai
|         |                        | Rennen                                     | Kat. |             | Sieger                      | Team                               |
| ------- | ---------------------- | ------------------------------------------ | ---- | ----------- | --------------------------- | ---------------------------------- |
| 1.      | Deutschland            | Rund um den Finanzplatz Eschborn-Frankfurt | 1.HC | Italien     | Moreno Moser                | Liquigas-Cannondale                |
| 1.      | Deutschland            | Rund um den Finanzplatz Eschborn-FF (U23)  | 1.2U | Norwegen    | Sven Erik Bystrøm           | Team Øster Hus-Ridley              |
| 1.      | Polen                  | Memoriał Andrzeja Trochanowskiego          | 1.2  | Polen       | Tomasz Smoleń               | Bank BGŻ                           |
| 1.      | Italien                | Trofeo Papà Cervi                          | 1.2  | Italien     | Giorgio Bocchiola           | Team Colpack                       |
| 1.      | Belgien                | Grote 1-Mei Prijs                          | 1.2  | Belgien     | Christophe Prémont          | Wallonie Bruxelles-Crédit Agricole |
| 1.      | Russland               | Mayor Cup                                  | 1.2  | Russland    | Igor Bojew                  | Itera-Katusha                      |
| 2.      | Russland               | Memorial of Oleg Dyachenko                 | 1.2  | Russland    | Alexander Rybakow           | Itera-Katusha                      |
| 2.–6.   | Italien                | Giro della Regione Friuli Venezia Giulia   | 2.2  | Italien     | Diego Rosa                  | Team Palazzago                     |
| 2.–6.   | Polen                  | Carpathian Couriers Path                   | 2.2U | Niederlande | Maurits Lammertink          | Cyclingteam Jo Piels               |
| 3.      | Russland               | Grand Prix of Moscow                       | 1.2  | Ukraine     | Witalij Popkow              | ISD-Lampre Continental             |
| 4.      | Bulgarien              | Grand Prix Dobrich I                       | 1.2  | Bulgarien   | Martin Graschew             | CC Nessebar Shockblaze             |
| 4.–5.   | Niederlande            | Ronde van Overijssel                       | 2.2  | Sudafrika   | Reinardt Janse van Rensburg | MTN Qhubeka                        |
| 4.–6.   | Polen                  | Szlakiem Grodòw Piastowskich               | 2.1  | Polen       | Marek Rutkiewicz            | CCC Polsat Polkowice               |
| 4.–8.   | Frankreich             | Quatre Jours de Dunkerque                  | 2.HC | Frankreich  | Jimmy Engoulvent            | Saur-Sojasun                       |
| 5.–6.   | Spanien                | Vuelta a la Comunidad de Madrid            | 2.1  | Russland    | Sergei Firsanow             | RusVelo                            |
| 5.–9.   | Russland               | Five Rings of Moscow                       | 2.2  | Russland    | Igor Bojew                  | Itera-Katusha                      |
| 6.      | Belgien                | Circuit de Wallonie                        | 1.2  | Sudafrika   | Reinardt Janse van Rensburg | MTN Qhubeka                        |
| 6.      | Italien                | Circuito del Porto                         | 1.2  | Italien     | Paolo Simion                | Zalf Désirée Fior                  |
| 6.      | Bulgarien              | Grand Prix Dobrich II                      | 1.2  | Bulgarien   | Stefan Christow             |                                    |
| 6.      | Niederlande            | Omloop der Kempen                          | 1.2  | Belgien     | Niko Eeckhout               | An Post-Sean Kelly                 |
| 9.–13.  | Aserbaidschan          | Heydar Aliyev Anniversary Tour             | 2.2U | Algerien    | Youcef Reguigui             | Centre Mondial du Cyclisme         |
| 10.–12. | Polen                  | Małopolski Wyścig Górski                   | 2.2  | Polen       | Marek Rutkiewicz            | CCC Polsat Polkowice               |
| 10.–13. | Frankreich             | Rhône-Alpes Isère Tour                     | 2.2  | Frankreich  | Paul Poux                   | Saur-Sojasun                       |
| 11.–13. | Frankreich             | Tour de Picardie                           | 2.1  | Deutschland | John Degenkolb              | Team Argos-Shimano                 |
| 12.     | Schweden               | Scandinavian Race Uppsala                  | 1.2  | Schweden    | Jonas Ahlstrand             | Team Cykelcity.se                  |
| 13.     | Norwegen               | Rogaland Grand Prix                        | 1.2  | Spanien     | Antonio Piedra              | Caja Rural                         |
| 13.     | Vereinigtes Konigreich | Velothon Wales                             | 1.2  |             | abgesagt                    |                                    |
| 14.–19. | Niederlande            | Olympia’s Tour                             | 2.2  | Niederlande | Dylan van Baarle            | Rabobank Continental Team          |
| 16.–20. | Frankreich             | Circuit de Lorraine                        | 2.1  | Frankreich  | Nacer Bouhanni              | FDJ-Big Mat                        |
| 16.–20. | Norwegen               | Tour of Norway                             | 2.1  | Norwegen    | Edvald Boasson Hagen        | Sky ProCycling                     |
| 16.–20. | Luxemburg              | Flèche du Sud                              | 2.2  | Luxemburg   | Bob Jungels                 | Leopard-Trek Continental Team      |
| 16.–20. | Griechenland           | Griechenland-Rundfahrt                     | 2.2  | Slowenien   | Robert Vrečer               | Team Vorarlberg                    |
| 17.     | Belgien                | Ronde van Limburg                          | 1.2  | Belgien     | Kevin Claeys                | Landbouwkrediet-Euphony            |
| 17.–20. | Deutschland            | Tour de Berlin                             | 2.2U | Deutschland | Nikias Arndt                | LKT Team Brandenburg               |
| 17.–20. | Frankreich             | Ronde de l’Isard                           | 2.2U | Frankreich  | Pierre-Henri Lecuisinier    | Vendée U Pays de la Loire          |
| 19.     | Lettland               | Jūrmala Grand Prix                         | 1.1  | Brasilien   | Rafael Andriato             | Farnese Vini-Selle Italia          |
| 19.     | Belgien                | Grand Prix Criquielion                     | 1.2  | Neuseeland  | Tom David                   | T.Palm-Pôle Continental Wallon     |
| 20.     | Deutschland            | Neuseen Classics                           | 1.1  | Deutschland | André Schulze               | Team NetApp                        |
| 20.–27. | Irland                 | An Post Rás                                | 2.2  | Frankreich  | Nicolas Baldo               | Atlas Personal-Jakroo              |
| 23.–27. | Belgien                | Tour de Belgique                           | 2.HC | Deutschland | Tony Martin                 | Omega Pharma-Quick Step            |
| 23.–27. | Deutschland            | Bayern-Rundfahrt                           | 2.HC | Australien  | Michael Rogers              | Sky ProCycling                     |
| 24.–27. | Turkei                 | Tour of Trakya                             | 2.2  | Ukraine     | Jurij Metluschenko          | Konya Torku Şeker Spor             |
| 25.     | Estland                | Tallinn-Tartu Grand Prix                   | 1.1  | Frankreich  | Saïd Haddou                 | Team Europcar                      |
| 26.     | Frankreich             | Grand Prix de Plumelec-Morbihan            | 1.1  | Frankreich  | Julien Simon                | Saur-Sojasun                       |
| 26.     | Estland                | Tartu Grand Prix                           | 1.1  | Estland     | Rene Mandri                 | Endura Racing                      |
| 26.–28. | Frankreich             | Tour de Gironde                            | 2.2  | Niederlande | Nicky van der Lijke         | Rabobank Continental Team          |
| 27.     | Frankreich             | Boucles de l’Aulne                         | 1.1  | Frankreich  | Sébastien Hinault           | AG2R La Mondiale                   |
| 27.     | Ukraine                | Race Horizon Park                          | 1.2  | Ukraine     | Witalij Popkow              | ISD-Lampre Continental             |
| 27.     | Frankreich             | Paris–Roubaix (U23)                        | 1.2U | Luxemburg   | Bob Jungels                 | Leopard-Trek Continental Team      |
| 27.     | Italien                | Trofeo Città di San Vendemiano             | 1.2U | Italien     | Enrico Barbin               | Trevigiani Dynamon Bottoli         |
| 30.–3.  | Luxemburg              | Luxemburg-Rundfahrt                        | 2.HC | Danemark    | Jakob Fuglsang              | RadioShack-Nissan                  |

### Juni
|         |             | Rennen                                       | Kat. |                        | Sieger                      | Team                         |
| ------- | ----------- | -------------------------------------------- | ---- | ---------------------- | --------------------------- | ---------------------------- |
| 2.      | Italien     | Trofeo Melinda                               | 1.1  | Kolumbien              | Carlos Betancur             | Acqua & Sapone               |
| 2.      | Italien     | Trofeo Alcide Degasperi                      | 1.2  | Italien                | Enrico Barbin               | Trevigiani Dynamon Bottoli   |
| 2.–9.   | Rumänien    | Romanian Cycling Tour                        | 2.2  | Kroatien               | Matija Kvasina              | Tusnad Cycling Team          |
| 3.      | Niederlande | Tour de Rijke                                | 1.1  |                        | abgesagt                    |                              |
| 3.      | Lettland    | Riga Grand Prix                              | 1.2  | Lettland               | Andžs Flaksis               | Lettland                     |
| 3.      | Osterreich  | Grand Prix Südkärnten                        | 1.2  | Slowenien              | Marko Kump                  | Adria Mobil                  |
| 3.      | Italien     | Coppa della Pace                             | 1.2  | Kasachstan             | Ruslan Tleubajew            | Continental Team Astana      |
| 3.      | Belgien     | Memorial Philippe Van Coningsloo             | 1.2  | Litauen                | Gediminas Bagdonas          | Adria Mobil                  |
| 5.–9.   | Slowakei    | Slowakei-Rundfahrt                           | 2.2  | Italien                | Enrico Rossi                | Meridiana Kamen Team         |
| 7.      | Schweiz     | Grosser Preis des Kantons Aargau             | 1.1  | Usbekistan             | Sergey Lagutin              | Vacansoleil-DCM              |
| 7.–10.  | Frankreich  | Ronde de l’Oise                              | 2.2  | Frankreich             | Jean-Luc Delpech            | Bretagne-Schuller            |
| 8.–10.  | Deutschland | Mainfranken-Tour                             | 2.2U |                        | abgesagt                    |                              |
| 8.–17.  | Italien     | Giro Ciclistico d’Italia                     | 2.2  | Vereinigte Staaten     | Joseph Dombrowski           | Vereinigte Staaten           |
| 9.      | Niederlande | Ronde van Zeeland Seaports                   | 1.1  | Sudafrika              | Reinardt Janse van Rensburg | MTN Qhubeka                  |
| 9.–16.  | Deutschland | Thüringen-Rundfahrt                          | 2.2U | Australien             | Rohan Dennis                | Team Jayco-AIS               |
| 10.     | Deutschland | ProRace Berlin                               | 1.1  | Deutschland            | André Greipel               | Lotto Belisol Team           |
| 12.–17. | Serbien     | Serbien-Rundfahrt                            | 2.2  | Deutschland            | Stefan Schumacher           | Christina Watches-Onfone     |
| 13.–17. | Niederlande | Ster ZLM Toer                                | 2.1  | Vereinigtes Konigreich | Mark Cavendish              | Sky ProCycling               |
| 14.–17. | Slowenien   | Tour de Slovénie                             | 2.1  | Slowenien              | Janez Brajkovič             | Astana Pro Team              |
| 14.–17. | Frankreich  | Route du Sud                                 | 2.1  | Kolumbien              | Nairo Quintana              | Movistar                     |
| 14.–17. | Frankreich  | Boucles de la Mayenne                        | 2.2  | Frankreich             | Laurent Pichon              | Bretagne-Schuller            |
| 14.–17. | Frankreich  | Tour des Pays de Savoie                      | 2.2  | Frankreich             | Stéphane Rossetto           | CC Nogent-sur-Oise           |
| 15.–17. | Osterreich  | Oberösterreichrundfahrt                      | 2.2  | Slowenien              | Robert Vrečer               | Team Vorarlberg              |
| 17.     | Belgien     | Flèche Ardennaise                            | 1.2  | Frankreich             | Clément Lhotellerie         | Colba-Superano Ham           |
| 20.     | Belgien     | Halle–Ingooigem                              | 1.1  | Frankreich             | Nacer Bouhanni              | FDJ-Big Mat                  |
| 27.     | Belgien     | Internationale Wielertrofee Jong Maar Moedig | 1.2  | Belgien                | Tim Declercq                | Topsport Vlaanderen-Mercator |
| 28.–1.  | Turkei      | Tour of Cappadocia                           | 2.2  |                        | abgesagt                    |                              |
| 28.–1.  | Tschechien  | Czech Cycling Tour                           | 2.2  | Tschechien             | František Padour            | Whirlpool-Author             |
| 30.     | Slowenien   | Grand Prix Kranj                             | 1.1  |                        | abgesagt                    |                              |
| 30.     | Belgien     | Omloop Het Nieuwsblad (U23)                  | 1.2  | Belgien                | Sander Helven               | Ovyta-Eijssen-Acrog          |

### Juli
|         |                        | Rennen                                           | Kat. |                        | Sieger                 | Team                         |
| ------- | ---------------------- | ------------------------------------------------ | ---- | ---------------------- | ---------------------- | ---------------------------- |
| 1.      | Italien                | Giro Valli Aretine                               | 1.2  | Italien                | Luca Benedetti         | Bedogni-Natalini-Anico       |
| 1.–8.   | Osterreich             | Österreich-Rundfahrt                             | 2.HC | Danemark               | Jakob Fuglsang         | RadioShack-Nissan            |
| 4.–8.   | Polen                  | Course de la Solidarité Olympique                | 2.1  | Polen                  | Mariusz Witecki        | Bank BGŻ                     |
| 4.–8.   | Rumänien               | Sibiu Cycling Tour                               | 2.2  | Spanien                | Víctor de la Parte     | SP Tableware Cycling Team    |
| 8.      | Italien                | Giro del Medio Brenta                            | 1.2  | Italien                | Matteo Busato          | Team Idea 2010 ASD           |
| 8.      | Frankreich             | La Ronde Pévèloise                               | 1.2  | Frankreich             | Benoît Daeninck        | CC Nogent-sur-Oise           |
| 11.     | Belgien                | Grote Prijs van de Stad Geel                     | 1.2  | Belgien                | Tom Van Asbroeck       | Topsport Vlaanderen-Mercator |
| 12.–15. | Portugal               | Grande Prémio de Torres Vedras                   | 2.2  | Portugal               | Ricardo Mestre         | Carmim-Prio                  |
| 13.     | Italien                | G.P. Nobili Rubinetterie - Coppa Papà Carlo      | 1.1  |                        | abgesagt               |                              |
| 14.     | Italien                | G.P. Nobili Rubinetterie - Coppa Città di Stresa | 1.1  | Italien                | Danilo Di Luca         | Acqua & Sapone               |
| 15.     | Niederlande            | Mooi Friesland                                   | 1.1  |                        | abgesagt               |                              |
| 15.     | Italien                | Giro del Casentino                               | 1.2  | Italien                | Gennaro Maddaluno      | ASD Ciclistica Malmantile    |
| 17.–22. | Italien                | Giro della Valle d’Aosta                         | 2.2U | Italien                | Fabio Aru              | Team Palazzago               |
| 18.–22. | Deutschland            | Sachsen-Tour                                     | 2.1  |                        | abgesagt               |                              |
| 21.     | Ungarn                 | Central European Tour Miskolc Grand Prix         | 1.2  | Ungarn                 | Krisztián Lovassy      | Tusnad Cycling Team          |
| 21.–25. | Belgien                | Tour de Wallonie                                 | 2.HC | Italien                | Giacomo Nizzolo        | RadioShack-Nissan            |
| 22.     | Ungarn                 | Central European Tour Budapest Grand Prix        | 1.2  | Slowenien              | Marko Kump             | Adria Mobil                  |
| 22.     | Frankreich             | Grand Prix de la ville de Pérenchies             | 1.2  | Neuseeland             | Rico Rogers            | Node 4-Giordana Racing       |
| 24.–28. | Polen                  | Dookoła Mazowsza                                 | 2.2  | Polen                  | Mateusz Taciak         | CCC Polsat Polkowice         |
| 25.     | Spanien                | Prueba Villafranca de Ordizia                    | 1.1  | Spanien                | Gorka Izagirre         | Euskaltel-Euskadi            |
| 25.–29. | Frankreich             | Tour Alsace                                      | 2.2  | Vereinigtes Konigreich | Jonathan Tiernan-Locke | Endura Racing                |
| 28.     | Vereinigtes Konigreich | Olympisches Straßenrennen                        | JO   | Kasachstan             | Alexander Winokurow    | Kasachstan                   |
| 28.–30. | Frankreich             | Kreiz Breizh Elites                              | 2.2  | Danemark               | André Steensen         | Glud & Marstrand-LRØ         |
| 29.     | Frankreich             | La Poly Normande                                 | 1.1  | Frankreich             | Tony Hurel             | Team Europcar                |
| 29.     | Italien                | Trofeo Matteotti                                 | 1.1  | Italien                | Pierpaolo De Negri     | Farnese Vini-Selle Italia    |
| 31.     | Spanien                | Circuito de Getxo                                | 1.1  | Italien                | Giovanni Visconti      | Movistar                     |
| 31.–4.  | Frankreich             | Tour des Pyrénées                                | 2.2  |                        | abgesagt               |                              |

### August
|         |                        | Rennen                                       | Kat.   |                        | Sieger                            | Team                         |
| ------- | ---------------------- | -------------------------------------------- | ------ | ---------------------- | --------------------------------- | ---------------------------- |
| 1.      | Vereinigtes Konigreich | Olympisches Einzelzeitfahren                 | JO     | Vereinigtes Konigreich | Bradley Wiggins                   | Großbritannien               |
| 1.–2.   | Frankreich             | Paris–Corrèze                                | 2.1    | Spanien                | Egoitz García                     | Cofidis, le Crédit en Ligne  |
| 1.–5.   | Spanien                | Burgos-Rundfahrt                             | 2.HC   | Spanien                | Daniel Moreno                     | Katusha Team                 |
| 4.      | Italien                | Gran Premio Folignano                        | 1.2    |                        | abgesagt                          |                              |
| 5.      | Italien                | Trofeo Internazionale Bastianelli            | 1.2    | Italien                | Luigi Miletta                     | Gragnano SC                  |
| 5.      | Belgien                | Antwerpse Havenpijl                          | 1.2    | Belgien                | Joeri Stallaert                   | Landbouwkrediet-Euphony      |
| 7.–11.  | Frankreich             | Tour de l’Ain                                | 2.1    | Vereinigte Staaten     | Andrew Talansky                   | Garmin-Sharp                 |
| 7.–11.  | Spanien                | Vuelta Ciclista a León                       | 2.2    | Spanien                | José Belda                        | GSport-Valencia Terra i Mar  |
| 9.–12.  | Rumänien               | Tour of Szeklerland                          | 2.2    | Ukraine                | Witalij Popkow                    | ISD-Lampre Continental       |
| 9.–12.  | Frankreich             | La Mi-Août en Bretagne                       | 2.2    | Kanada                 | David Veilleux                    | Team Europcar                |
| 10.     | Niederlande            | Europameisterschaft - Einzelzeitfahren (U23) | CC     | Slowenien              | Jan Tratnik                       | Slowenien                    |
| 11.     | Italien                | Gran Premio Città di Camaiore                | 1.1    | Kolumbien              | Esteban Chaves                    | Colombia-Coldeportes         |
| 11.     | Polen                  | Memoriał Henryka Łasaka                      | 1.2    | Polen Slowenien        | Sylwester Janiszewski Luka Mezgec | CCC Polsat Polkowice Sava    |
| 12.     | Polen                  | Puchar Uzdrowisk Karpackich                  | 1.2    | Polen                  | Sylwester Janiszewski             | CCC Polsat Polkowice         |
| 12.     | Italien                | Gran Premio di Poggiana                      | 1.2U   | Australien             | Adam Phelan                       | Australien                   |
| 12.     | Niederlande            | Europameisterschaft - Straßenrennen (U23)    | CC     | Danemark               | Rasmus Christian Quaade           | Dänemark                     |
| 14.–17. | Frankreich             | Tour du Limousin                             | 2.HC   | Japan                  | Yukiya Arashiro                   | Team Europcar                |
| 15.–26. | Portugal               | Volta a Portugal                             | 2.1    | Spanien                | David Blanco                      | Efapel-Glassdrive            |
| 16.     | Italien                | Coppa Bernocchi                              | 1.1    | Italien                | Sacha Modolo                      | Colnago-CSF Inox             |
| 16.     | Italien                | Gran Premio Capodarco                        | 1.2    | Italien                | Gianfranco Zilioli                | Team Colpack                 |
| 17.     | Niederlande            | Dutch Food Valley Classic                    | 1.1    | Niederlande            | Theo Bos                          | Rabobank Cycling Team        |
| 17.     | Italien                | Coppa Agostoni                               | 1.1    | Italien                | Emanuele Sella                    | Androni Giocattoli-Venezuela |
| 18.     | Italien                | Tre Valli Varesine                           | 1.HC   | Kanada                 | David Veilleux                    | Team Europcar                |
| 18.     | Polen                  | Puchar Ministra Obrony Narodowej             | 1.2    | Polen                  | Damian Walczak                    | BDC-Marcpol Team             |
| 18.     | Tschechien             | Grand Prix Královéhradeckého Kraje           | 1.2    | Tschechien             | Martin Hačecký                    | ASC Dukla Prag               |
| 19.     | Frankreich             | Châteauroux Classic de l’Indre               | 1.1    | Brasilien              | Rafael Andriato                   | Farnese Vini-Selle Italia    |
| 21.     | Belgien                | Grote Prijs Stad Zottegem                    | 1.1    | Osterreich             | Matthias Brändle                  | Team NetApp                  |
| 21.     | Frankreich             | Grand Prix des Marbriers                     | 1.2    | Russland               | Sergei Pomoschtschnikow           | Russland                     |
| 21.–24. | Frankreich             | Tour du Poitou Charentes                     | 2.1    | Australien             | Luke Durbridge                    | Orica GreenEdge              |
| 21.–26. | Lettland               | Baltic Chain Tour                            | 2.2    | Litauen                | Gediminas Bagdonas                | Litauen                      |
| 22.     | Belgien                | Druivenkoers Overijse                        | 1.1    | Belgien                | Bjorn Leukemans                   | Vacansoleil-DCM              |
| 22.–26. | Danemark               | Post Danmark Rundt                           | 2.HC   | Niederlande            | Lieuwe Westra                     | Vacansoleil-DCM              |
| 23.     | Italien                | GP Industria e Commercio Artigianato         | 1.1    | Italien                | Diego Ulissi                      | Lampre-ISD                   |
| 25.     | Italien                | Giro del Veneto                              | 1.HC   | Italien                | Oscar Gatto                       | Farnese Vini-Selle Italia    |
| 26.     | Belgien                | Schaal Sels                                  | 1.1    | Belgien                | Niko Eeckhout                     | An Post-Sean Kelly           |
| 26.     | Niederlande            | Ronde van Midden-Nederland                   | 1.2    | Niederlande            | Ivar Slik                         | Rabobank Continental Team    |
| 26.     | Slowenien              | Ljubljana-Zagreb                             | 1.2    | Slowenien              | Marko Kump                        | Adria Mobil                  |
| 26.–30. | Turkei                 | Tour of Victory                              | 2.2    |                        | abgesagt                          |                              |
| 26.–1.  | Frankreich             | Tour de l’Avenir                             | 2.Ncup | Frankreich             | Warren Barguil                    | Frankreich                   |
| 27.–1.  | Italien                | Settimana Ciclistica Lombarda                | 2.1    |                        | abgesagt                          |                              |
| 31.–1.  | Belgien Niederlande    | World Ports Classic                          | 2.1    | Belgien                | Tom Boonen                        | Omega Pharma-Quick Step      |

### September
|         |                        | Rennen                                     | Kat. |                        | Sieger                    | Team                                |
| ------- | ---------------------- | ------------------------------------------ | ---- | ---------------------- | ------------------------- | ----------------------------------- |
| 2.      | Frankreich             | Tour du Doubs                              | 1.1  | Frankreich             | Jérôme Coppel             | Saur-Sojasun                        |
| 2.      | Belgien                | Grote Prijs Jef Scherens                   | 1.1  | Belgien                | Steven Caethoven          | Accent Jobs-Willems Veranda’s       |
| 2.      | Italien                | Giro di Romagna et Coppa Placci            | 1.1  |                        | abgesagt                  |                                     |
| 2.      | Italien                | Memorial Davide Fardelli                   | 1.2  | Australien             | Rohan Dennis              | Team Jayco-AIS                      |
| 2.      | Niederlande            | Kernen Omloop Echt-Susteren                | 1.2  | Norwegen               | Daniel Hoelgaard          | Team Øster Hus-Ridley               |
| 3.–7.   | Italien                | Giro di Padania                            | 2.1  | Italien                | Vincenzo Nibali           | Liquigas-Cannondale                 |
| 5.      | Belgien                | Memorial Rik Van Steenbergen               | 1.1  | Niederlande            | Theo Bos                  | Rabobank Cycling Team               |
| 6.–9.   | Tschechien             | Okolo Jižních Čech                         | 2.2  | Tschechien             | Jiří Hochmann             | ASC Dukla Praha                     |
| 8.      | Belgien                | Paris-Brüssel                              | 1.HC | Belgien                | Tom Boonen                | Omega Pharma-Quick Step             |
| 9.      | Frankreich             | Grand Prix de Fourmies                     | 1.HC | Danemark               | Lars Bak                  | Lotto Belisol Team                  |
| 9.      | Frankreich             | Chrono Champenois – Trophée Européen       | 1.2  | Australien             | Rohan Dennis              | Australien                          |
| 9.–16.  | Vereinigtes Konigreich | Tour of Britain                            | 2.1  | Vereinigtes Konigreich | Jonathan Tiernan-Locke    | Endura Racing                       |
| 9.–16.  | Bulgarien              | Tour of Bulgaria                           | 2.2  | Kasachstan             | Maqsat Ajasbajew          | Continental Team Astana             |
| 12.     | Belgien                | Grand Prix de Wallonie                     | 1.1  | Frankreich             | Julien Simon              | Saur-Sojasun                        |
| 14.     | Belgien                | Kampioenschap van Vlaanderen               | 1.1  | Niederlande            | Ronan van Zandbeek        | Team Argos-Shimano                  |
| 14.     | Frankreich             | Grand Prix de la Somme                     | 1.1  | Litauen                | Evaldas Šiškevičius       | La Pomme Marseille                  |
| 15.     | Italien                | Memorial Marco Pantani                     | 1.1  | Italien                | Fabio Felline             | Androni Giocattoli-Venezuela        |
| 15.     | Tschechien             | Praha-Karlovy Vary-Praha                   | 1.2  |                        | abgesagt                  |                                     |
| 16.     | Niederlande            | Weltmeisterschaft - Mannschaftszeitfahren  | CM   | Belgien                | Omega Pharma-Quick Step   | Belgien                             |
| 16.     | Italien                | Gran Premio Industria & Commercio di Prato | 1.1  | Italien                | Emanuele Sella            | Androni Giocattoli-Venezuela        |
| 16.     | Frankreich             | Grand Prix d’Isbergues                     | 1.1  | Deutschland            | John Degenkolb            | Team Argos-Shimano                  |
| 16.     | Tschechien             | Tour Bohemia                               | 1.2  | Slowakei               | Maroš Kováč               | Dukla Trenčín Trek                  |
| 16.     | Belgien                | Grote Prijs Impanis-Van Petegem            | 1.1  | Deutschland            | André Greipel             | Lotto Belisol Team                  |
| 16.     | Italien                | Trofeo G. Bianchin                         | 1.2  | Italien                | Kristian Sbaragli         | Simaf Carrier                       |
| 17.     | Niederlande            | Weltmeisterschaft - Einzelzeitfahren (U23) | CM   | Russland               | Anton Worobjow            | Russland                            |
| 19.     | Niederlande            | Weltmeisterschaft - Einzelzeitfahren       | CM   | Deutschland            | Tony Martin               | Deutschland                         |
| 19.     | Belgien                | Omloop van het Houtland                    | 1.1  | Deutschland            | Marcel Kittel             | Team Argos-Shimano                  |
| 21.     | Serbien                | Tour of Vojvodina I part                   | 1.2  | Slowenien              | Kristjan Fajt             | Adria Mobil                         |
| 22.     | Niederlande            | Weltmeisterschaft - Straßenrennen (U23)    | CM   | Kasachstan             | Alexei Luzenko            | Kasachstan                          |
| 22.     | Italien                | Franco Ballerini Day                       | 1.1  |                        | abgesagt                  |                                     |
| 22.     | Serbien                | Tour of Vojvodina II part                  | 1.2  | Osterreich             | Clemens Fankhauser        | Tirol Cycling Team                  |
| 22.     | Belgien                | De Kustpijl                                | 1.2  | Belgien                | Kevin Claeys              | Landbouwkrediet-Euphony             |
| 22.–23. | Frankreich             | Tour du Gévaudan Languedoc-Roussillon      | 2.2  | Italien                | Davide Rebellin           | Meridiana Kamen Team                |
| 23.     | Niederlande            | Weltmeisterschaft - Straßenrennen          | CM   | Belgien                | Philippe Gilbert          | Belgien                             |
| 23.     | Belgien                | Gooikse Pijl                               | 1.2  | Vereinigte Staaten     | Ken Hanson                | Team Optum-Kelly Benefit Strategies |
| 25.     | Italien                | Ruota d’Oro                                | 1.2  | Italien                | Mattia Cattaneo           | Trevigiani Dynamon Bottoli          |
| 26.     | Italien                | Mailand-Turin                              | 1.HC | Spanien                | Alberto Contador          | Team Saxo Bank-Tinkoff Bank         |
| 27.     | Italien                | Piemont-Rundfahrt                          | 1.HC | Kolumbien              | Rigoberto Urán            | Sky ProCycling                      |
| 27.–29. | Belgien                | Circuit Franco-Belge                       | 2.1  | Belgien                | Jürgen Roelandts          | Lotto Belisol Team                  |
| 30.     | Frankreich             | Duo Normand                                | 1.1  | Australien Kanada      | Luke Durbridge Svein Tuft | Orica GreenEdge                     |
| 30.     | Italien                | Giro del Lazio                             | 1.2  |                        | abgesagt                  |                                     |

### Oktober
|     |             | Rennen                    | Kat. |                        | Sieger         | Team                        |
| --- | ----------- | ------------------------- | ---- | ---------------------- | -------------- | --------------------------- |
| 2.  | Belgien     | Binche-Tournai-Binche     | 1.1  | Vereinigtes Konigreich | Adam Blythe    | BMC Racing Team             |
| 3.  | Deutschland | Münsterland Giro          | 1.1  | Deutschland            | Marcel Kittel  | Team Argos-Shimano          |
| 4.  | Italien     | Coppa Sabatini            | 1.1  | Kolumbien              | Fabio Duarte   | Colombia-Coldeportes        |
| 4.  | Frankreich  | Paris–Bourges             | 1.1  | Frankreich             | Florian Vachon | Bretagne-Schuller           |
| 6.  | Italien     | Piccolo Giro di Lombardia | 1.2  | Slowenien              | Jan Polanc     | Radenska                    |
| 6.  | Italien     | Giro dell’Emilia          | 1.HC | Kolumbien              | Nairo Quintana | Movistar                    |
| 7.  | Frankreich  | Paris–Tours               | 1.HC | Italien                | Marco Marcato  | Vacansoleil-DCM             |
| 7.  | Italien     | Gran Premio Beghelli      | 1.1  | Danemark               | Nicki Sörensen | Team Saxo Bank-Tinkoff Bank |
| 7.  | Frankreich  | Paris–Tours (U23)         | 1.2U | Franzosisch-Polynesien | Taruia Krainer | Vendée U-Pays de la Loire   |
| 9.  | Belgien     | Nationale Sluitingsprijs  | 1.1  | Niederlande            | Wim Stroetinga | Koga Cycling Team           |
| 14. | Frankreich  | Tour de Vendée            | 1.HC | Niederlande            | Wesley Kreder  | Vacansoleil-DCM             |
| 21. | Frankreich  | Chrono des Nations        | 1.1  | Deutschland            | Tony Martin    | Omega Pharma-Quick Step     |